# Jetje Cabanier
Henriëtte "Jetje" Cabanier, geboren als Henriëtte Cuypers, (Herstal, 23 december 1891 - Brussel, 9 augustus 1984) was een Vlaamse actrice. Ze is vooral bekend uit Schipper naast Mathilde, waar ze als tegenspeelster van Nand Buyl Mathilde vertolkte.
Cabanier was een van de leading ladies van de Koninklijke Vlaamse Schouwburg in Brussel.

## Acteercarrière
- Mooi Juultje van Volendam (1924)
- De wonderdokter (1936) - Elodie
- Schipper naast Mathilde (1955-1963) - Mathilde
- Het geluk komt morgen (1958)
- Kapitein Zeppos (1964) - Grootje
- De Gieren (1966)
- Tante detective (1966)
- De blauwe olifant (1966)